# Yuder Pacha
 (avril 2012).
Améliorez-le ou discutez des points à vérifier. 
Yuder Pacha, ou Djouder Pacha (selon l'usage francophone), ou Jawdar Pach, ou encore Jaoudar Pacha (né Diego de Guevara) est un général et gouverneur marocain du XVIe siècle. Originaire d'Espagne, il sert successivement trois sultans saadiens. Morisque, il fut notamment général du sultan marocain Ahmed al-Mansour Saadi. Il dirige l'armée marocaine lors de la bataille de Tondibi en 1591, qui mène au renversement de la dynastie des Askias qui dominait l'Empire songhaï à Tombouctou et Gao. Il est exécuté en 1606 après la guerre de succession qui éclate au Maroc à la mort du sultan Ahmed IV al-Mansour.

## Origines
Sans doute né à Cuevas del Almanzora (Cuevas de Vera), province d'Alméria vers 1550 en Andalousie (certains experts[Lesquels ?] disent qu'il est né à Mecina Bombarón dans l'actuelle province de Grenade)[réf. nécessaire] Djouder Pacha est un Espagnol morisque converti à l'islam lors de son passage au service des sultans saadiens du Maroc. Ses origines exactes restent obscures : a-t-il été capturé par les barbaresques qui cherchent des esclaves ? Est-il passé au Maroc avec les morisques qui ont fui les persécutions religieuses en Espagne ? Est-il passé au service militaire des Saadiens comme nombre de « renégats », ces chrétiens qui renient leur foi ? Les sources arabes, marocaines et soudanaises, ne nous apprennent rien de définitif sur Djouder.

## Émigration au Maroc
Après avoir émigré au Maghreb peut-être juste après la révolte des Alpujarras en 1571, il se met au service du sultan marocain Ahmed al-Mansour, qui avait consolidé son pouvoir en écrasant les Portugais à la bataille des Trois Rois (bataille d'Alcazarquivir, 1578). Djouder sert les sultans saadiens : il est d'abord caïd de Marrakech, la « ville rouge », capitale du royaume saadien. Il est présent aux côtés d'Ahmed el-Mansour à la bataille d'Alcazarquivir mais il n'exerce plus de commandement par la suite jusqu'à sa prise de fonction comme chef militaire de l'expédition du Soudan (1590-1599).

## «L'expédition du Soudan» (1590-1599)
C'est sous le terme d'expédition du Soudan que la chancellerie saadienne nomme la campagne militaire transsaharienne qui amène un corps expéditionnaire marocain jusque sur les rives du fleuve Niger. L'expédition du Soudan met un terme à une guerre commencée par la dynastie précédente pour le contrôle du sel. Ahmed IV el-Mansour reprend cette guerre à son compte, y ajoutant une dimension millénariste (Restaurer en l'an 999 de l'hégire la grandeur de l'islam) et une dimension géopolitique. Il est en effet en concurrence pour le contrôle du Soudan avec les Turcs qui descendent par le Fezzan et les Portugais qui remontent le long de la Gambie.
Djouder Pacha part en octobre 1590 de Marrakech, avec une armée de 4 000 arquebusiers ibériques dont des Grenadins et des Andalous, 500 Européens, dont des artilleurs anglais, et 60 chrétiens arrachés aux geôles marocaines qui lui servent de garde rapprochée. L'armée compte aussi 1 500 lanciers marocains et des auxiliaires locaux. De Marrakech, l'armée traverse l'Atlas au Tizin-n-Guelaoui ( actuel Tizi n'Telouet) puis gagne la vallée du Drâa, où elle complète ses provisions dans l'oasis de Ktaoua avant d'entamer la traversée du Sahara, notamment par l'oasis de Tindouf puis les mines de Teghazza. Elle rejoint le fleuve Niger à Karaba, près de Tombouctou, cent trente cinq jours après son départ de Marrakech. Djouder et les 2000 hommes qui restent de son armée affrontent ensuite le 12 mars 1591, dans les environs de Tondibi, l'Askia Ishaq II de Gao, sultan de l'Empire songhaï, dont l'armée compte près de 40 000 hommes. Il écrase l'armée de l'Askia et rattache le territoire de la boucle du Niger au Maroc, territoire qui devient alors le pachalik de Tombouctou.

## Pacha de Tombouctou
Après la bataille de Tondibi, Djouder Pacha transfère à Ahmed el-Mansour les offres de paix de l'askia Isahg II, ce qui contrarie les vœux du sultan saadien qui souhaite une occupation militaire et une annexion du Songhaï. Ahmed el-Mansour envoie alors des pachas superviser Djouder Pacha. Sur le modèle ottoman, dont s'inspire Ahmed el-Mansour, les pachas sont une sorte de gouverneur. Le pacha de Tombouctou a alors une autorité nominale pour Gao et Tombouctou, mais aussi en amont jusqu'à Djenné.
Le Maroc voit l'Empire songhaï conquis comme de nouvelles provinces à administrer. Le premier des pachas fut un dénommé Mahmud Ben Zerqun (Pacha de 1591 à 1595) qui est tué lors de combats contre l'Askia Nouhou en 1595. Djouder Pacha fut ensuite suspecté d'avoir empoisonné ou étranglé les trois autres pachas envoyés sur place – respectivement Mansur Abd-er-Rahman, Mohammed Taba et Admad el Feta.
Djouder Pacha exerce la réalité de l'autorité militaire et politique jusqu'en 1599, date à laquelle il est rappelé au Maroc avec les derniers contingents européens présents encore dans le pachalik de Tombouctou.
Les Morisques défièrent par la suite ouvertement l'autorité de Ahmed al-Mansour et de ses successeurs, quand l'avant-dernier pacha, Mustafa el Torki, fut envoyé. L'ultime tentative de reprise en main de la situation fut brisée avec la mort en 1612 du mercenaire espagnol Mahmud El Largo, destitué par Ali Et-Telemsani. Son système politique lui survécut pendant 3 siècles et ce, pratiquement jusqu'à l'invasion française de 1890.[réf. nécessaire]

## Retour au Maroc, décès et postérité
De retour au Maroc, Djouder Pacha sert Ahmed el-Mansour contre les rebelles du Riff, puis sert un de ses fils dans la guerre civile qui suit le décès d'Ahmed el-Mansour. Général du camp vaincu, il est exécuté, peut-être décapité en 1605 ou 1606.
Un temps tombé dans l'oubli, essentiellement après la chute de la dynastie saadienne, les historiens de cour marocains vont même jusqu'à gommer son nom de l'expédition du Soudan. Il est réhabilité progressivement avec la conquête coloniale et les traductions en français des sources arabes marocaines. Henri de Castries en 1923 étaye son récit par deux sources écrites en 1591, l'une espagnole, l'autre de la cour du sultan Ahmed El-Mansour. Il devient brièvement une figure héroïque en Espagne dans l'entre-deux-guerres, incarnant la vitalité perdue de l'Espagne du Siècle d'or. Les indépendances du second XXe siècle, qui préfèrent mettre en avant des figures historiques nationales, entraînent à nouveau son effacement relatif.
L'investissement croissant de l'Espagne dans la coopération internationale à destination de l'Afrique, et plus particulièrement du Maghreb et du Sahel a ranimé l'intérêt du public pour l'aventure de ces conquistadors d'Afrique : les autorités d'Andalousie mettent en avant la figure d'un Djouder Pacha, Espagnol et Marocain, qui peut ainsi préfigurer les nouvelles relations économiques et politiques entre les deux monarchies. C'est le sens donné aux romans qui traitent de sa vie, comme celui d'Antonio Llaguno Rojas ou de Manuel Villar Raso.

#### Sur Djouder Pacha
- Ibrahima Baba Kaké et Bernard Rouzet, Djouder, la fin de l'Empire songhaï, 1975, Paris, aux éditions Afrique Biblio Club (ABC), 111 pages.
- Antonio Llaguno Rojas, La conquête de Tombouctou. La grande aventure de Djouder Pacha et d'autres andalousiens dans la boucle du Niger, 2008, Cordoue (Espagne), aux éditions Almuzara, 299 pages, traduction de l'espagnol (Espagne) de traduction, Virginia Maroto Alarcón et Juan Rafael Parra Tejero  (ISBN 9788492573141), un livre écrit par l'ancien maire de Las Cuevas de Almanzora en Andalousie, qui n'est ni historien ni universitaire de profession et écrit un livre de circonstances pour la défense et l'illustration de sa commune.
- Manuel Villar Raso, Las Españas perdidas, (Roman), 2011, Espagne, ALMED, collection « Ultramarina », 336 pages  (ISBN 978-8493585747).